# ميكولا كوليش
ميكولا جوروفيتش كوليش ((بالأوكرانية: Микола Гурович Куліш)‏ ، ولد في 19 ديسمبر 1892، أعدم في 3 نوفمبر 1937)، كان كاتبا مسرحياأوكرانيا، ومعلما وجنديا في الحرب العالمية الأولى، ومحاربا في الجيش الأحمر. يعتبر أحد الشخصيات الرائدة في عصر "النهضة المشنوقة" في أوكرانيا.

## نشأته وبداياته
ولد كوليش في قرية تشابلينكا (وهي اليوم عاصمة الرايون)، والتي أطلق عليها في رسائله اسم تشابلين. من سن التاسعة درس في مدرسة الرعية الكنسية، وابتداء من 1905 درس في مدرسة أوليشكي البلدية ذات الثماني سنوات، وانتقل في عام 1908 إلى ثانوية أوليشكي التي أغلقت ابوابها قبل أن يتخرج. نشر خلال سنوات دراسته قصائد وقصص قصيرة في مجلات الطلاب المكتوبة بخط اليد والتي منحته درجة من الشهرة بين أقرانه. في عام 1913 مسرحيته الأولى «في صيد الأسماك» ((بالروسية: На рыбной ловле)‏ التي شكلت أساسا لأسلوبه الكوميدي اللاحق، وكتب كذلك مسرحية «هكذا هلك هوسكا» (بالأوكرانية: Отак загинув Гуска)‏..
في سن 22 التحق بقسم علم الغات في جامعة نوفوروسيسك، واضطر لقطع دراسته مجددا بسبب الحرب العالمية الأولى حيث جُنّد في الجيش عام 1914 وخدم في البداية خدم كجندي في كتيبة الاحتياط وأرسل إلى مدرسة أوديسا للضباط، وأرسل بعد ذلك ذهب إلى الخطوط الأمامية من عام 1915 إلى عام 1917، وفي الجبهة واصل كتابة الأشعار ومسرحيات صغيرة نُشرت في وسائل إعلام عسكرية. وعندما اندلعت ثورة فبراير 1917 اختار كوليش جانب الثورة.

## نشاطه السياسي والأدبي
تولى في بداية 1918 كان رئاسة مجلس أوليشكي لممثلي العمال والفلاحين، وفي يوليو 1919 في خيرسون نظّم فوج دنيبرو الفلاحي جزءا من الجيش الأحمر، وشارك الفوج في الدفاع عن خيرسون وميكولايف ضد قوات أنطون دينيكين، وسجن في فترة حكم الهتمان بافلو سكوروبادسكي لمدة خمسة أشهر. عيّن بعد عودة الجيش الأحمر رئيسًا لأركان قوّات خيرسون ودنيبرو.
بعد تسريحه في عام 1920 عمل مدرسا في هيئات التعليم الشغبي في اويشكي، ومحررا للمجلة الأدبية/العلمية الطريق الأحمر [الإنجليزية] في زينوفيفسك (اليوم كيروفوهراد). في هذه الفترة نظم أول مدارس محو أمية للبالغين باللغة الأوكرانية «بيرفينكا»، استخدم فيها أعمال الأدب الأوكراني الكلاسيكي بالإضافة إلى بعض أعماله الخاصة وتجول في جنوب أوكرانيا منظمًا مدارس مختلفة وحملات إغاثة للجياع خلال مجاعة 1921-1922. كتب لاحقًا في وصف هذه الفترة قصة من جزءين باللغة الروسية بعنوان «عند الموازين وفي القرى». استخدم ميكولا كوليش عناصر روائية واعتبارات صحفية وملاحظات موثقة وصف بها المجاعة في تافريا.
في عام 1922 عمل مفتشا مدرسيا في مديرية اتعليم الشعبي في محافظة أوديسا، وكتب في 1924 كتب مسرحية "97" التي يصف فيها وصف مجاعة منطقة خيرسون في الأعوام 1921-1922، وفي عام 1925 مسرحية «كومونة في السهوب». وعرضت أعماله في مسرح خاركيف وجلبت له اعترافًا عامًا. في أوديسا انضم إلى جمعية الكتاب «هارت» (تصلّب)، وعاد في عام 1925 إلى زينوفيفسك تولّى تحرير مجلة «الطريق الأحمر». انتقل في وقت لاحق من ذلك العام إلى خاركيف حيث التقى بكثير من الكتاب والشعراء الأوكرانيين البارزين مثل ميكولا خفيليوفي وأوستاب فيشنيا ويوري يانوفسكي وفولوديمير سوسيورا وغيرهم، وانضم هناك إلى جمعية فابليت [الإنجليزية] الأدبية، وعمل مع الفرقة المسرحية «بيريزيل» التي قادها ليس كورباس.
منذ منتصف عشرينيات القرن الماضي، أصبح ميكولا كوليش تدريجياً أحد الشخصيات المركزية في الحياة الأدبية والاجتماعية والفنية الأوكرانية وشخصية مركزية في الدراما الأوكرانية آنذاك. انتخب في نوفمبر 1926 رئيسًا لـجمعية فابليت التي ترأسها حتى يناير 1928، وفي الوقت نفسه كان عضوًا في هيئة تحرير «الطريق الأحمر»، التي نشرت في الحولية الأدبية الصادرة عنها «معرض الأدب» مقالًا بعنوان «النقد أم التحقيق الاستجوابي؟»، دافع فيه عن حق الفنان في الهوية والاستقلال الداخلي.
كذلك وظل كوليش إلى نهاية عام 1929 عضوا في رئاسة رئاسة الاتحاد الأدبي الجديد «الجبهة البروليتارية» (بالأوكرانية: Пролітфронт)‏.
ابتداء من العام 1930 بدأت شهرته تتضاءل، فمعظم أعماله التي كانت تحظى بشعبية كبيرة حتى ذلك الحين تعرضت لانتقادات على نطاق واسع سياسيًا وجماليًا، وأصبحت أعماله في نظر النقاد الرسميين تعتبر اتجاهات سلبية في الأدب الأوكراني المعاصر، ورفضت بشكل قاطع الدراما «ماكلين جراس».
انتقل من خاركيف إلى مسقط رأسه في خيرسون وتأثر بمجاعة عام 1933 التي أصابته بخيبة أمل عميقة، وتعرض في ذلك الوقت حملة إلى حملة أيديولوجية اعتبرت مسرحياته «ملاخي الشعب» و «مينا مازايلو» و «سوناتا الباعثة على الشفقة» معادية للشيوعية.

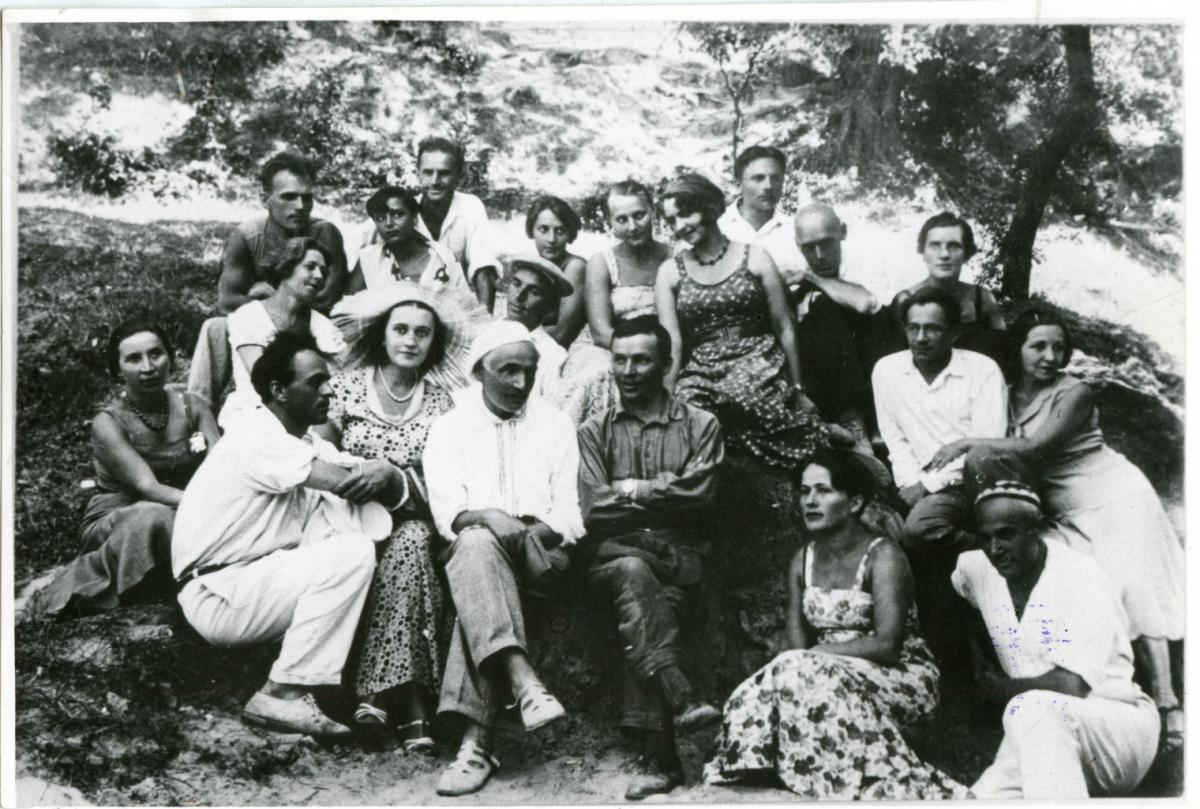
فرقة بريزيل المسرحية بقيادة ليس كورباس في كواليس مسرحية ميكولا كوليش "ميكلين غراس"، في جولة في جورجيا 1933

## القمع والموت
في أول مؤتمر لعموم الاتحاد للكتاب السوفييت في موسكو (17 أغسطس - 1 سبتمبر 1934) أُدين ميكولا كوليش علنًا باعتباره كاتبًا مسرحيًا برجوازيًا قوميًا، وانتقده بشكل خاص الكاتب إيفان كوليك الذي أدان أيضا ليس كورباس وفرقته المسرحية بصفتها واحدة من الفرق التي أدت مسرحيات ميكولا كوليش.
في ديسمبر 1934، وبعد جنازة صديقه إيفان دنيبروفسكي، أعتقل كوليش لدى المفوضية الشعبية للشؤون الداخلية وأرسل إلى معسكر سجن سولوفكي في البحر الأبيض في شمال روسيا.
كان كوليش واحدًا من السجناء «المفقودين في عمليات النقل» لدى إعادة مجموعة من معسكر سولوفسكي في عام 1937. من المعروف الآن أنه أعدم رميا بالرصاص النار عليه في 3 نوفمبر مع 289 آخرين من المثقفين الأوكرانيين في ميدان الإعدام والدفن ساندارموخ بالقرب من ميدفيزيغورسك في كاريليا (شمال غرب روسيا)، وهو موقع اكتشف في عام 1997.
بعد سنوات قليلة من وفاة ستالين في عام 1953 أعيد الاعتبار لكوليش في الاتحاد السوفيتي وبُرئ من التهم التي وجهت إليه في عام 1934.

## أعماله
- 97
- كومونة في السهوب
- وداعا أيتها القرية
- هكذا هلكت هوسكا
- خولي خورينا
- زونا
- زاكوت
- تمرد أبدي
- أسطورة لينين
- المستعمرات
- نارودني ملاخي
- مينا مازايلو
- سوناتا مثير للشفقة
- ماكلينا جراسا
- سيرة ذاتية من دفتر ملاحظات

## روابط خارجية (بالانكليزية والأوكرانية)
- مكتبة الأدب الأوكراني
- Memorial.org.ua
- بوابة مكتبية
- Island of knowledge
- مكتبة خاركوف أوبلاست
- موسوعة الإنترنت الأوكرانية باللغة الإنجليزية
- دومبالوف للسفريات باللغة الإنجليزية
- مكتبة خيرسون أوبلاست للأطفال
- ناتاليا تشوخونتسيفا - أعمال فنية عن ميكولا كوليش
- أعمال ميكولا كوليش - المكتبة الإلكترونية Чтиво
- أعمال ميكولا كوليش على Lib.ru